# МСС: Маси, стълби и столове (2016)
МСС: Маси, стълби и столове (2016) е кеч pay-per-view (PPV) турнир и WWE Network събитие, продуцирано от WWE за шоуто Разбиване. Провежда се на 4 декември 2016, в American Airlines Center в Далас, Тексас. То е осмото събитие в хронологията на МСС: Маси, стълби и столове.
Свдем мача се провеждат по време на събитието, включително един предварителен. В главния мач, Ей Джей Стайлс побеждава Дийн Амброуз в Мач с маси, стълби и столове и запазва своята Световна титла на WWE. Другите титли на Разбиване също се залагат: Семейство Уайът (Брей Уайът и Ренди Ортън) побеждават Хийт Слейтър и Райно за Отборните титли на Разбиване, Алекса Блис побеждава Беки Линч за Титлата при жените на Разбиване в мач с маси и Миз запазва своята Интерконтинентална титла на WWE срещу Долф Зиглър в мач със стълби.

## Заден план
Събитието включва мачове, получени от сценични сюжети и имат резултати, предварително решени от WWE и марката Разбиване, една от марковите дивизии на WWE. Сюжетите се продуцират по седмичното телевизионно шоу на WWE, Разбиване на живо.
На Без милсот, Ей Джей Стайлс побеждава Дийн Амброуз и Джон Сина и запазва своята Световна титла на WWE. На 25 септември, на Разбиване, Амброуз се бие срещу Стайлс, за шанс за титлата, но Джеймс Елсуърт атакува Стайлс, който е дисквалифициран. В реванша на 1 октомври, Амброуз побеждава Стайлс и става главен претендент за Световната титла на WWE. След това, на Говорейки направо, Пълномощникът Шейн Макмеън обявява, че Амброуз и Стайлс ще се бият в Мач с маси, стълби и столове на МСС. На Сървайвър, Амброуз и Стайлс, като чсст от Отбор Разбиване, се карат по време на техния Сървайвър елиминационен мач срещу Отбор Първична сила. Амброуз атакува Стайлс, но се разсейва и Броун Строуман го тушира след силово тръшване със засилка; Стайлс не се опитва да спре туша. По-късно в мача, Амброуз се завръща, атакува Стайлс и помага на бившите си партньори от Щит Роуман Рейнс и Сет Ролинс да направят тройна бомбана Стайлс през коментаторската маса, след ковто Ролинс елиминира Стайлс. На следващото Разбиване, Амброуз получава почивка заради действията си, а на Елсуърт е предложен договор на Разбиване. Стайлс критикува това решение, предлагайки че той трябва да спечели договора в мач със стълби. Елсуърт приема, а в мача се добавя и шанс за Световната титла на Стайлс. Амброуз, който е изгонен се завръща на ринга и помага на Елсуърт да победи Стайлс. На 29 ноември, Амброуз провежда рубриката си Лудницата на Амброуз с Елсуърт. Стайлс ги прекъсва и ги атакува, което завършва, когато Елсуърт е отнесен на носилка. По-късно Амброуз напада Стайлс зад кулисите.
На 15 ноември, Миз, с помощта на Марис побеждава Долф Зиглър за Интерконтиненталната титла на WWE и я запазва на Сървайвър срещу Сами Зейн от Първична сила; рова беше отворено предизвикателство от Зиглър преди да загуби титлата от Миз. На следващия епизод на Разбиване след противоречива победа над Калисто, Зиглър изненадва Миз със супер-ритник. По-късно, Главният мениджър Даниъл Брайън урежда мач със стълби за титлата между Миз и Зиглър на МСС.
На 2 август, Барън Корбин контузва Калисто. Калисто се завръща ан 8 ноември и се бие срещу Корбин; по време на мача Калисто наранява коляното на Корбин, лишавайки го от мача му на Сървайвър. На Сървайвър, Калисто получава шанс за Титлата в полутежка категория на WWE; ако Калисто спечели полутежката дивизия се премества в Разбиване. Обаче, Корбин се намесва в мача, коствайки на Калисто и Разбиване титлата и дивизията. На следващото Разбиване, Калисто участва в мач за Интерконтиненталната титла срещу Миз, но губи заради разсейване от Корбин, който след това му прави Края на дните. Заради костването на Разбиване дивизията и Титлата в полутежка категория Корбин, той се трябва да се бие срещу Кейн. По време на мача Калисто напада Корбин. Накрая на Говорейки направо между двамата се урежда мач със столове на МСС.
Шампионката при жените на Разбиване Беки Линч първоначално трябва да защитава титлата си срещу Алекса Блис на Без милост, но поретърпява реална травма извън ринга, което не ѝ позволява да се бие и мача се урежда за Разбиване на 8 ноември. Беки печели мача чрез предаване, въпреки че Алекса си поставя крака на въжето. На 22 ноември, Алекса иска реванш, на което Беки се съгласява за МСС. По-късно, Алекса напада Беки след победата ѝ над Наталия. На следващата седмица по време на подписването за мача, Беки атакува Алекса, но след това счупва маса с тялото си, когато Алекса я тика. След искане от Алекса, техния мач става мач с маси.
На 22 ноември, Американска алфа стават главни претенденти за Отборните титли на Разбиване побеждавайки Хайп брос, Възкачване, Брийзанго, Братя Усо и Водевиланс в отборен пореден мач. Обаче, Брей Уайът и Ренди Ортън от Семейство Уайът, които печелят мъжкия елиминационен мач на Сървайвър, предизвикват Американска алфа за шанса им за титлите на следващата седмица. На 29 ноември, Американска алфа губят от Семейство Уайът и стават главни претенденти.
На Лятно тръшване, Ники Бела се завръща от травма и се присъединява към Наталия и Алекса Блис, замествайки Ива Мари срещу Беки Линч, Кармела и Наоми. Ники печели ача, туширайки Кармела. Кармела напада Ники на следващото Разбиване и на Говорейки направо, започвайки дълга вражда между двете. На Сървайвър, Ники е капитан на Отбор Разбиване за женския елиминационен мач, но е отстранена от мача след като е нападната зад кулисите. На 22 ноември, Ники обвинява Кармела за атаката, което Кармела отрича. Ники добавя, че независимо кой е атакувал, тя иска мач срещу нея на МСС без дисквалификации. На следващия епизод, Кармела се извинява на Джон Сина за това, което ще направи на приятелката му, Ники на МСС. Ядосана, Ники излиза от ринга и атакува Кармела, която успява да избяга.

## Резултати
| №                                                                                     | Резултати | Правила                                                         | Време |
| ------------------------------------------------------------------------------------- | --- | --------------------------------------------------------------- | ----- |
| 1П                                                                                    | Аполо Крус, Хайп брос (Моджо Роули и Зак Райдър) и Американска алфа (Чад Гейбъл и Джейсън Джордан) победиха Кърт Хокинс, Водевиланс (Ейдън Инглиш и Саймън Гоч) и Възкачване (Конър и Виктор) | Отборен мач между 10 души                                       | 11:55 |
| 2                                                                                     | Семейство Уайът (Брей Уайът и Ренди Ортън) (с Люк Харпър) победиха Хийт Слейтър и Райно (ш)                                                                                                   | Отборен мач за Отборните титли на Разбиване                     | 5:55  |
| 3                                                                                     | Ники Бела победи Кармела | Мач без дисквалификации                                         | 8:00  |
| 4                                                                                     | Миз (ш) (с Марис) победи Долф Зиглър | Мач със стълби за Интерконтиненталната титла на WWE             | 25:00 |
| 5                                                                                     | Барън Корбин победи Калисто | Мач със столове                                                 | 13:00 |
| 6                                                                                     | Алекса Блис победи Беки Линч (ш) | Мач с маси за Титлата при жените на Разбиване                   | 15:10 |
| 7                                                                                     | Ей Джей Стайлс (ш) победи Дийн Амброуз | Мач с маси, стълби и столове за Световната титла на Федерацията | 30:50 |
| - (ш) – указва шампиона/шампионите в мача - П – показва, че мача се случи преди шоуто | |                                                                 |       |